# ماریا خوزه (خواننده)
ماریا خوزه (انگلیسی: María José؛ زادهٔ ۱۲ ژانویهٔ ۱۹۷۶) خواننده، و بازیگر تلویزیون اهل مکزیک است. وی از سال ۱۹۹۲ میلادی تاکنون مشغول فعالیت بوده است.